# 일본국 헌법 제10조
일본국 헌법 제10조(일본어: 日本国憲法第10条)은 일본국 헌법 제3장 "국민의 권리와 의무"의 조문 중 하나이다. 일본 국민의 요건에 대해 규정하고 있다.

## 조문
일본국 헌법 제10조
일본 국민이 되는 요건은 법률로 이를 정한다.

## 해설
일본 국민이 되는 것, 즉 일본 국적에 관한 요건을 어떻게 규정할 것인지에 대해서 일본국 헌법은 이를 모두 법률에 위임하고 있다. 구체적으로 본 조의 규정에 따라 제정된 "국적법"에 따라 국민의 요건을 정하고 있다.
국적법에 따르면, 일본 국적을 취득하는 경우는 이하의 경우이다.
- 출생에 의한 취득
  - 출생 시에 부모의 한 쪽이 일본 국민인 경우
  - 출생 전에 아버지가 사망한 경우, 사망 당시 아버지가 일본 국민이었던 경우
  - 일본에서 태어났으며, 부모 모두 국적이 불명이거나 무국적인 경우
- 인지(認知)에 의한 취득
- 귀화에 의한 취득
  - 귀화 신청이 제출되어 법무대신의 허가를 받은 경우

이 외에도 영토의 변경에 따른 국적의 변경에 대해 다른 나라와의 조약을 통해서 국적을 얻는 것도 인정된다.